# Forse Castle
Forse Castle ist eine Burgruine in der Siedlung Forss in der schottischen Council Area Highland. Historisch lag sie in der traditionellen Grafschaft Caithness. Die Burg wurde um 1200 errichtet.
Die Burgruine steht auf einer Halbinsel etwa 50 Meter über dem Meeresspiegel. Allseitig ist sie von steilen Felsen umgeben und vom Festland durch einen natürlichen Graben an der engsten Stelle der Halbinsel getrennt.
Forse Castle war die Festung der Familie Sutherland of Forse, einer Nebenlinie des Clan Sutherland. Sie lebte bis etwa 1600 in der Burg. Heute gilt Forse Castle als Scheduled Monument.